# Cono van Béthune

Wapen van Cono van Béthune

Cono van Béthune (Frans: Conon de Béthune) (graafschap Artesië, omstreeks 1150 - Constantinopel of Adrianopel, 17 december 1219 of 1220) was een edelman en troubadour. Hij was bekend omwille van zijn liefdesliederen en nam deel aan de Derde en de Vierde Kruistocht waar hij een belangrijke politieke rol speelde.

## Levensloop

### Jonge jaren
Cono was de vijfde zoon van Robrecht V van Béthune, heer van Béthune en raadsman van de abdij van Sint-Vaast in Atrecht. Via zijn overgrootmoeder Ade van Henegouwen was hij verwant met de graven van Vlaanderen.
Over zijn jeugd is weinig bekend. Hij was page en daarna schildknaap bij Hugo III van Oisy die hem de dichtkunst bijbracht. Cono werd tot ridder geslagen in 1170, ter gelegenheid van het doopsel van Isabella van Henegouwen.
Aangemoedigd door het succes dat zijn oudere broer Willem had met zijn liederen, begon Cono eveneens liederen te schrijven en te zingen. Zijn eerste optreden aan het Franse hof was in 1180 ter gelegenheid van het huwelijk van de toen 10-jarige Isabella van Henegouwen met de Franse koning Filips-August. Hij zong er een aantal liederen ter ere van Maria, hertogin van Champagne die hij in hoge mate bewonderde. De liederen werden maar matig gesmaakt door koning Filips-August en zijn moeder Adelheid van Champagne die zich nogal laatdunkend uitlieten over het Artesische accent van de troubadour.
Daarna verdeelde hij zijn tijd tussen het Franse hof en het hof van Champagne.

### Kruistochten
Cono nam samen met zijn vader en zijn oudere broers deel aan de Derde Kruistocht. De Franse koning keerde in 1191 vervroegd terug en Cono vergezelde hem, zeer tegen zijn zin, naar Frankrijk. Enige tijd later werd zijn vader gedood tijdens het Beleg van Akko.
Samen met zijn broer Willem nam Cono in 1200 deel aan de Vierde Kruistocht. Zij werden vergezeld door de ridders van Boudewijn IX van Vlaanderen. Tijdens de kruistocht was Cono de officiële redenaar. Zijn welsprekendheid, zijn wijsheid en zijn ridderschap werden door kroniekschrijver Godfried van Villehardouin geprezen (Bon chevalier et sage estoit et bien eloquens).
Wegens zijn ervaringen die Cono reeds in de vorige kruistocht had opgedaan, kreeg Cono een hoge functie. Hij onderhandelde met Venetië over schiptransporten en na de verovering van Constantinopel in 1204, waarbij het Latijnse Keizerrijk werd opgericht, werd Cono de tweede persoon in rang na keizer Boudewijn I. Hij speelde een belangrijke rol bij de verzoening van Boudewijn met Bonifatius I van Montferrato, die de nieuwe keizer had moeten worden.
Na de Slag bij Adrianopel in 1205 waarin Cono een sleutelrol had en waarin keizer Boudewijn spoorloos verdween werd Cono heer van Adrianopel. Boudewijns broer Hendrik van Vlaanderen volgde hem op als keizer en Cono bleef de tweede man van het Keizerrijk. Toen Hendrik in 1216 stierf, nam Cono een tijdje het regentschap waar totdat Hendriks zuster Yolande van Henegouwen en haar man Peter II van Courtenay in 1217 tot nieuwe keizers waren gekroond. Peter werd gevangengenomen en Yolande stierf in 1219 waarna Cono nogmaals het regentschap waarnam. Enige tijd later stierf Cono zelf.
Cono had vier kinderen, twee zonen (Cono II, die vroeg stierf, en Boudewijn die hem in Adrianopel opvolgde) en twee dochters (Ricarde en Aléis). Over zijn vrouw is niets bekend.

## Werken
Er zijn 14 gedichten, die toegeschreven worden aan Cono van Béthune, overgeleverd. Sommige kunsthistorici twijfelen aan enkele van deze toeschrijvingen. Een tiental van deze gedichten hebben een muzikale notatie. Van deze tien liederen zijn er acht liefdesliederen en twee kruistochtliederen waarin de troubadour het naderende afscheid van zijn geliefden beschrijft en de roeping van de kruistocht aanvaardt. Sommige liederen hebben een ironische of satirische ondertoon. De volgende liederen werden overgeleverd:
- Chançon legiere a entendre
- Si voiremant con cele don je chant
- Mout me semont Amors que je m'envoise
- Ahi! Amors, com dure departie
- Bien me deüsse targier
- Se raige et derverie
- Belle doce Dame chiere
- Tant ai amé c'or me convient haïr
- L'autrier un jor aprés la Saint Denise
- L'autrier avint en cel autre païs